# Авария в энергосистеме в Москве (2005)
Авария в энергосистеме 25 мая 2005 года в Москве — крупная авария, в результате которой на несколько часов была отключена подача электроэнергии в нескольких районах Москвы, Подмосковья, а также в Тульской, Калужской и Рязанской областях. Несколько десятков тысяч человек оказались заблокированы в остановившихся поездах московского метро и лифтах. Было нарушено железнодорожное сообщение и парализована работа многих коммерческих и государственных организаций.

## Место действия
Техногенная авария произошла на электроподстанции № 510 «Чагино», расположенной на юго-востоке Москвы, на Чагинской улице в районе Люблино. Здесь высокое напряжение 500 кВ, поступающее в столицу по магистральным линиям электропередачи (ЛЭП), трансформируется для городских нужд в более низкое — 220 кВ и 110 кВ и передаётся на узловые распределительные подстанции.
Подстанция «Чагино», построенная в 1964 году, оборудована шестью понижающими автотрансформаторами. Аналогичные функции выполняли на тот момент ещё семь подстанций, объединённых в Московское энергетическое кольцо, от которого электроэнергия подаётся в Москву, Московскую и соседние области. 
В результате аварии пострадало около 2 млн человек.

## Предпосылки
Эксперт по проблемам энергетики Виктор Кудрявый в сентябре 2009 года писал, что дезинтеграция отрасли в результате реформы привела к повышенной аварийности. По его словам, «последние 10 лет российской электроэнергетики — сплошная череда аварий, подобных которым в советской электроэнергетике не было». Кудрявый отметил:

Столь тяжёлая авария была не случайна. Ей предшествовала коренная ломка, которой подвергся, невзирая на мнение экспертов, стратегически важный для ЕЭС России единый столичный энергокомплекс. Он был разделен по видам бизнеса: генерация, транспорт, распределение, сбыт. Отдельные виды бизнеса в Московском регионе были дополнительно раздроблены между собственниками (в том числе генерация — на 4 части). Всего, с учётом предприятий обслуживания, ОАО «Мосэнерго» было разделено на 12 частей. При этом было выделено и передано Системному оператору диспетчерское управление Мосэнерго. Генерирующая компания мощностью 12 000 МВт осталась без своей диспетчерской службы, а управление теплоснабжением, от режима которого зависит все электрические нагрузки ТЭЦ, вообще повисло в воздухе. Авария показала, что таким региональным энергокомплексом, где единое имущественное и контрактное право было разрушено, управлять в аварийной ситуации невозможно. Усложнилась работа электрических диспетчеров Системного оператора, команды которых доходят до разных собственников с большой задержкой. Обратная связь теряет объективность, не позволяя оперативно управлять режимом.

## Предварительные версии, причины
Непосредственной причиной аварии, как считают, стало сочетание нескольких факторов, среди которых — износ оборудования, отсутствие резервных мощностей и высокая температура, сохранявшаяся в Москве в течение нескольких дней (свыше 30 °C). Повышенная уязвимость московской электросети сыграла важную роль в произошедшем.
В целом же рассматривались следующие версии:
- Старое оборудование. Москва — это единственный регион, в котором со времён СССР не появился САОН (специальная автоматика отключения нагрузки)[3] и продолжала использоваться устаревшая топология энергетических сетей (оборудование 1958 и 1961 годов выпуска). Высоковольтные выключатели (масляные и воздушные), установленные на подстанциях Мосэнерго, выключали трансформаторы по причине превышения токов короткого замыкания во входной цепи трансформатора, что приводило к отключению всех потребителей транформатора, возрастанию нагрузки на остальные трансформаторы, что и определило каскадный характер аварии. Во всех остальных регионах России внедрена система САОН, которая при превышения токов короткого замыкания во входной цепи трансформатора не выключает весь трансформатор, а начинает в определенной последовательности отключать нагрузку, пока ток во входной цепи не возвращается в норму, что приводит к отключению лишь заранее определённой части потребителей и исключает каскадный характер аварии[3].
- Неготовность потребителей к отключению электроэнергии. Современные лифты проектируются так, что при отключении электроэнергии лифт автоматически спускается на нижний этаж и открывает двери, чтобы выпустить пассажиров[4]. Но во многих московских домах стоят старые лифты, в которых не предусмотрена такая функция, и в результате больше тысячи человек застряли в лифтах.  Не вполне готов к обесточиванию оказался и Московский метрополитен. Новые поезда «Москва-2020» оснащаются аккумуляторными батареями, которые устанавливаются в подвагонном пространстве поездов и позволяют составу самостоятельно выехать из тоннеля в случае отключения электропитания и остановки между станциями[5]. На момент аварии таких поездов еще не было, множество составов остановились прямо в тоннелях и пассажиров пришлось эвакуировать пешком.
- Жара. Когда температура воздуха поднимается выше нормы (а нормой считается 26 °C), резко возрастает потребление электроэнергии. Люди начинают активно пользоваться вентиляторами, кондиционерами. Кроме того, поскольку многие остаются дома, то включают телевизоры, бытовую технику. В это время отдельные линии электропередачи могут быть перегружены в 1,5—2 раза. Повышается температура охлаждающей жидкости (масла) в трансформаторе. При старой изоляции возможно возгорание масла даже при небольшом превышении эксплуатационных параметров, изоляцию «пробивает», возникает разряд, и пары масла воспламеняются, иногда со взрывом («хлопок») и — отключается электрооборудование. В то же время ещё более серьёзные последствия вызвала бы подобная авария в зимний период: при низких температурах воздуха нагрузки на электросеть возрастают многократно, тогда как выработка электроэнергии ограничивается необходимостью нагрева воды для отопления. По словам Виктора Кудрявого, бывшего главного инженера «Мосэнерго» и бывшего заместителя министра энергетики РФ (в правительстве Михаила Касьянова), в случае зимнего отключения город ожидала бы «Крупнейшая техногенная катастрофа. Устойчивость системы отопления такова, что за 18 часов, кровь из носа, ток надо дать. Иначе в трубах начнутся гидроудары, и разрушения системы отопления станут необратимыми»[6].
- Непрофессионализм руководства РАО «ЕЭС России» и «Мосэнерго». А именно, отсутствие на руководящих должностях специалистов в сфере энергетики. Недостаточное выделение средств на модернизацию и обновление мощностей отрасли, либо нецелевое использование выделяемых на модернизацию средств. Отмечается ряд существенных недостатков в концепции реформирования российских энергосистем: снижение ответственности управляющих и эксплуатационных организаций, нерациональное разделение полномочий, отсутствие единой системы диспетчеризации и др.
- Версия террористического акта также не исключалась. Вот, например, сообщение от апреля 2004 года, которое прошло незамеченным: «В Ингушетии в доме участника бандформирований обнаружены видеоматериалы по объектам жизнеобеспечения города Москвы». Тогда спецслужбы не сообщили, о каких именно объектах идёт речь. Чеченские сепаратисты на сайте «Кавказ-Центр» заявили, что многочисленные аварии на электроподстанциях в российских городах, последовавшие сразу после 25 мая (например, в Сочи и в Тульской области), — это инсценировки спецслужб, которые совершаются, чтобы отвлечь внимание от диверсии, которую боевики провели в московском регионе. 3 июня было распространено заявление, что комиссия Ростехнадзора по расследованию причин энергетической аварии в московском регионе не обнаружила следов внешнего воздействия на подстанции «Чагино».

## Возгорания
В понедельник, 23 мая в 17:32 на подстанции «Чагино» возникло небольшое возгорание в одном из шести трансформаторов, расположенном в одноэтажном кирпичном здании. Сигнал о ЧП на пульт дежурного пожарной службы 01 поступил спустя 1 минуту. После отключения напряжения возгорание было ликвидировано применением углекислотного огнетушителя. Питание потребителей было переключено на пять оставшихся трансформаторов.
24 мая в 21:07 здесь же произошло возгорание уже четырёх трансформаторов. Именно это происшествие впоследствии привело к полному коллапсу. Из повреждённой обмотки трансформатора вытекло масло и загорелась трава. Единственный оставшийся в работоспособном состоянии трансформатор не мог обеспечить электроэнергией всех подключённых потребителей Юго-Восточного округа Москвы. В 21:09 прогремел взрыв, энергокольцо было обесточено. Была отключена подстанция на 220 кВ, поэтому примерно в 22 часа по московскому времени самый крупный из потребителей — Московский нефтеперерабатывающий завод в районе Капотни — пришлось отключить. Причина пожара — износ оборудования. Подстанция была построена в 1962 году. Окончательно работы по подаче электроэнергии удалось возобновить к вечеру 26 мая.

## Московский нефтеперерабатывающий завод
Московский нефтеперерабатывающий завод (МНПЗ) — единственный потребитель, подключённый к Чагину напрямую через свою ПС № 303 «Нефтезавод» 110/6 кВ.

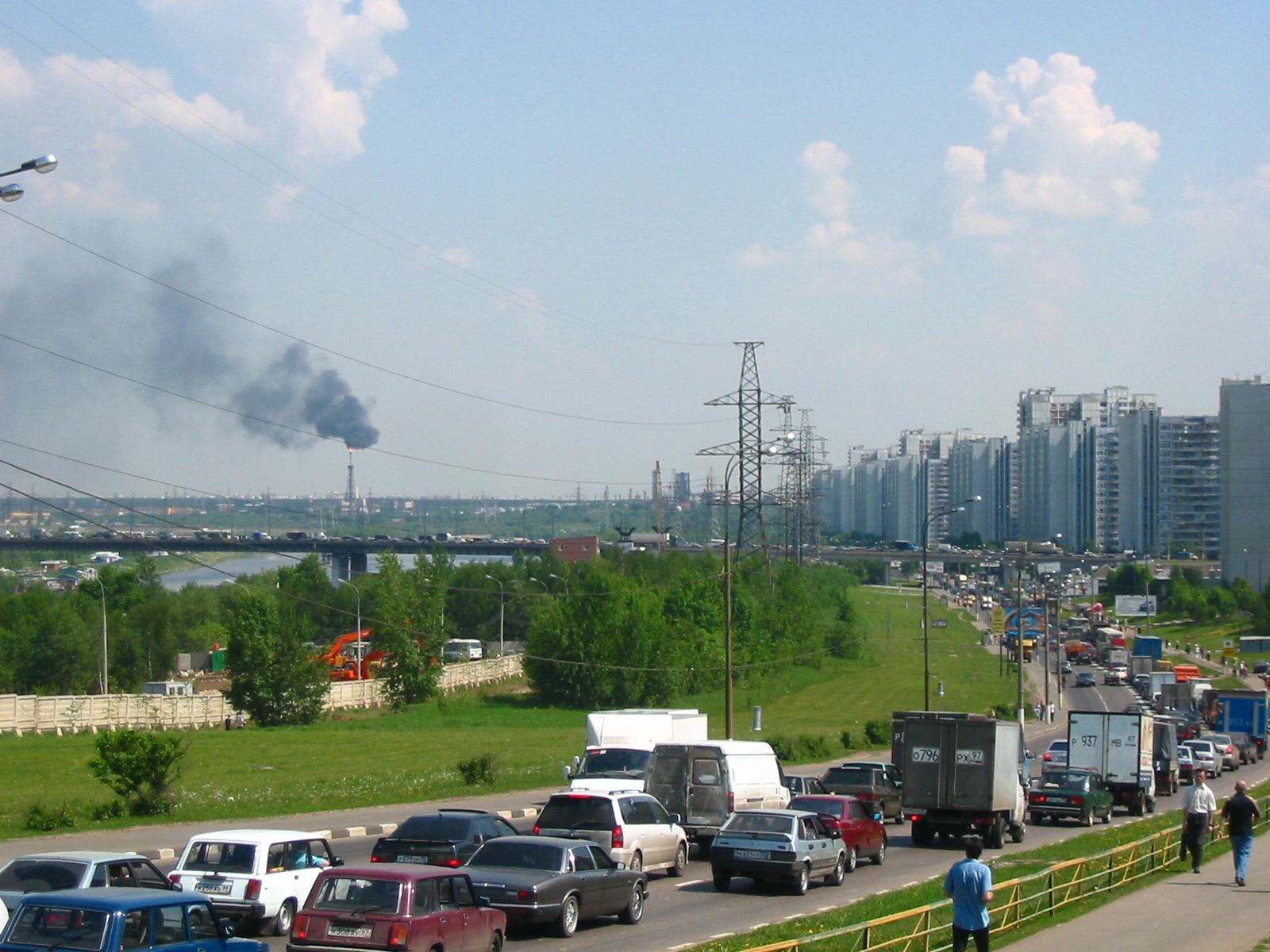
Дым над факелом МНПЗ днём 25 мая, вид из Братеева с улицы Борисовские Пруды

Отключение электроснабжения МНПЗ не могло продолжаться слишком долго, поскольку оно могло привести к катастрофе в результате остановки насосов, откачивающих газ, образующийся в ходе непрерывного технологического процесса нефтеперегонки, и подающих к установкам технологическую воду для их охлаждения.
В связи с этим через несколько часов после второй аварии на «Чагине» подача электроэнергии на МНПЗ была возобновлена — от ОРУ ТЭЦ-22 в Дзержинском (Московская область) по схеме резервирования.
Поданное напряжение позволило частично восстановить охлаждение и перевести основные нефтеперегонные установки в режим рециркуляции. Одновременно удалось сбросить возросшее давление газа, который пришлось выбросить в атмосферу и сжечь, при этом всю ночь пламя из трубы НПЗ поднималось вверх и достигало 150 метров.

## Последний трансформатор
Аварии на НПЗ удалось избежать, но в 05:31 25 мая, не выдержав нагрузки, разрушился последний трансформатор подстанции «Чагино». Вся подстанция окончательно встала, что привело к сбоям и разрыве работы Московского энергокольца и во всей объединённой с ним энергосистеме европейской части России.

## Каскадная авария
Утром 25 мая аварийно отключилась подстанция 500 кВ ПС-214 «Очаково», в результате срабатывания релейной защиты по причине превышения допустимых нагрузок были автоматически отключены воздушные линии ВЛ-220 кВ:
- Очаково — Чоботы;
- Очаково — Лесная;
- Очаково — Кедрово;
- Очаково — Академическая — ТЭЦ-20.

В южной части Москвы в результате этих отключений в сети уровень напряжения упал до 90 кВ (вместо 110 кВ), и была потеряна генерация на ГЭС № 1, на семи ТЭЦ и ГРЭС-4.
В 10:10, с наступлением пика утреннего потребления, отключились ещё четыре подмосковные подстанции 500 кВ:
- «Ногинск» (восточнее Москвы, г. Ногинск);
- «Пахра» (южнее Москвы, г. Домодедово);
- «Калужская» (Калужская область, г. Малоярославец);
- «Михайловская» (Рязанская область, г. Михайлов).

В связи со снижением напряжения и частоты вышли из синхронизма и отключились также пять московских электростанций ТЭЦ и ещё 15 питающих центров. Энергетическая авария перешла в стадию «цепной реакции», оставив без энергоснабжения Подмосковье, Тульскую, Калужскую и Рязанскую области — были отключены Алексинская ТЭЦ, Новомосковская ГРЭС, Ефремовская ТЭЦ, Щёкинская ГРЭС. В Московской области без электричества остались 34 района. Полностью обесточена была и Тула — там до вечера не ходил электротранспорт, не работала связь. В столице встал почти весь наземный городской электротранспорт. Образовались многокилометровые пробки. Особенно тяжёлая ситуация сложилась в метро. В тоннелях были заблокированы 43 электропоезда. Мгновенно остановилась работа 6 линий метрополитена — Калужско-Рижской, Замоскворецкой, Калининской, Люблинской, Серпуховско-Тимирязевской и Бутовской, встал юг, юго-восток и юго-запад Москвы. Без света остались Капотня и прилегающий МНПЗ, Марьино, Бирюлёво Восточное и Бирюлёво Западное, Чертаново, район Ленинского проспекта, Орехово-Борисово, Перово, Люблино и другие районы. Авария затронула Москву и 5 областей: Московскую, Тверскую, Калужскую, Тульскую и Рязанскую. Остановился главный конвейер ЗИЛа, встал командный пункт РВСН, а также отключался свет в Государственной думе и Совете Федерации. Восстановить обеспечение энергией жизненно важных объектов удалось лишь во второй половине дня. Большинство потребителей вернулись к нормальной деятельности лишь к вечеру 25 мая, а некоторые — в течение 26 мая.
Эксперт по проблемам энергетики Виктор Кудрявый отмечал:

Вдумайтесь: это случилось не в зимний максимум нагрузок, не мгновенно — из-за удара молнии или взрыва, а в рабочее время майского дня, когда весь персонал электроподстанции и электросетей, так же как и руководство энергокомпании и энергохолдинга, были на рабочих местах. Из-за безграмотных действий (и бездействия) руководства при повреждении оборудования на электростанции и перегрузке ЛЭП московская энергосистема в течение 35 часов на глазах руководства отрасли буквально вползала в беспрецедентную катастрофу, подобной которой не было в истории нашей электроэнергетики. В зону отключения электроэнергии попали 6,5 млн человек в 5 регионах. Было полностью остановлено 12 электростанций и обесточены сотни электроподстанций напряжением от 35 до 500 кВ.

## Последствия для Москвы и Подмосковья

### Органы власти и управления
На резервные источники электропитания переводились здания Совета Федерации и Генерального штаба, службы центрального командного пункта и узла связи космических войск, штаба дальней авиации и штаба тыла вооружённых сил, Главного штаба ракетных войск стратегического назначения, Главного центра испытания и управления космических войск, Западного командного пункта системы предупреждения о ракетном нападении космических войск.

### Банки
Межрегиональный центр информатизации Центрального банка Российской Федерации, на который приходится основная часть расчётов в стране, сместил время платежей на несколько часов.
Многие банки вынуждены были прекратить работу части своих офисов и филиалов. Больше всего проблем было с банкоматами в южных районах Москвы. Более половины торговых точек прекратили транзакции по банковским картам.

### Биржи
Две основные торговые площадки, РТС и ММВБ, приостановили торги в середине дня, так как в связи с нарушениями работы каналов связи до 80 % участников (по оценке ММВБ) не могли получить доступ к торгам. Оборудование самих бирж функционировало нормально.
Участники валютного и фондового рынков восприняли аварию спокойно. Курс RUB/USD и фондовый индекс РТС сильно не изменились, торги проходили очень вяло.
В то же время на межбанковском денежном рынке наблюдался некоторый дисбаланс. Нормальное функционирование рынка было подорвано из-за нарушения телефонной связи в ряде офисов. Это привело к тому, что общая активность резко упала, а ставки краткосрочных кредитов выросли.

### Связь
Большая часть российского сегмента Интернета испытывала серьёзные проблемы. Резко упала скорость доступа к российским интернет-ресурсам. Количество пользователей Интернета снизилось на 20 %, а число просмотренных страниц — на 40 %. Из-за аварии отключился основной российский узел обмена интернет-трафиком — MSK-IX.
Все крупные операторы мобильной связи признали сбои со связью в результате обесточивания базовых станций в Москве и Московском регионе и перевода на резервные источники питания. Одновременно в сети наблюдались перегрузки из-за резко возросшего уровня использования мобильной связи. В течение дня ситуация постоянно ухудшалась. По предварительным оценкам, проблемы коснулись до 30 % абонентов Московского региона, то есть примерно 6 млн человек. В помощь связистам (а также больницам и коммунальным службам) были выделены армейские мобильные дизель-генераторы, которые не удалось доставить на места из-за возникших автомобильных пробок.

### Торговля
Массовые убытки понесли торговые сети на юге столицы в связи с прекращением или сокращением торговых операций, порчей продуктов из-за остановки холодильного оборудования.

### Промышленные предприятия
В течение дня не работали все предприятия, расположенные в промышленных зонах столицы — в частности, ЗИЛ, Московский подшипниковый завод. Московский НПЗ остановил производство и работал в режиме рециркуляции. Остановились три крупных мясокомбината — Микояновский, Бирюлёвский и Таганский, а также Царицынский молокозавод и почти все производители мороженого. Не работали другие производители скоропортящихся продуктов питания в Москве и области.
На птицефабриках Петелино и Тульская погибли более 1 млн кур.
На Ступинском металлургическом комбинате в доменных печах застыл расплавленный никель.
Сообщалось о серьёзных проблемах на Коломенском тепловозостроительном заводе, особенно на литейном производстве.
Понесли убытки автозаправочные станции Южного, Юго-Восточного и Юго-Западного административных округов, не имеющие собственных систем автономного питания.

### Транспорт
Московский метрополитен столкнулся с самым масштабным сбоем в работе за всю свою историю. 25 мая в 11:10 началось массовое отключение питающих центров МКС и МВС «МОЭСК», подающих напряжение на линии метрополитена. В результате из работы были исключены 52 из 170 станций Московского метро.
По данным Комитета по телекоммуникациям и СМИ города Москвы, движение частично отсутствовало на 3 линиях Московского метрополитена: Замоскворецкой (участок «Красногвардейская» — «Павелецкая»), Серпуховско-Тимирязевской (участки «Серпуховская» — «Бульвар Дмитрия Донского» и «Савёловская» — «Алтуфьево») и Калужско-Рижской (участок «Новоясеневская» — «Китай-город»). Движение полностью отсутствовало на Люблинской, Каховской и Бутовской линиях.
В 11:40 началась эвакуация пассажиров из 27 поездов, находившихся в тоннелях. В 13:15 эвакуация пассажиров была завершена.
По другим данным, отключение энергоснабжения привело к остановке поездов на Замоскворецкой, Таганско-Краснопресненской, Калужско-Рижской, Серпуховско-Тимирязевской, Бутовской, Люблинской, Калининской и Каховской линиях. По этим данным, в туннелях на разных линиях остановилось 43 состава, в которых находилось около 20 тыс. человек.
Паники удалось избежать, эвакуация пассажиров началась уже через 20—35 минут после аварии. Составы, находившиеся под уклоном, вернулись на станции, но большинство пассажиров всё же пришлось эвакуировать пешком. Полная эвакуация затянулась почти на два часа, при этом мощностей аварийных генераторов в метро не везде хватало даже для того, чтобы обеспечить освещение на погрузившихся в полную темноту станциях. Остановились эскалаторы.

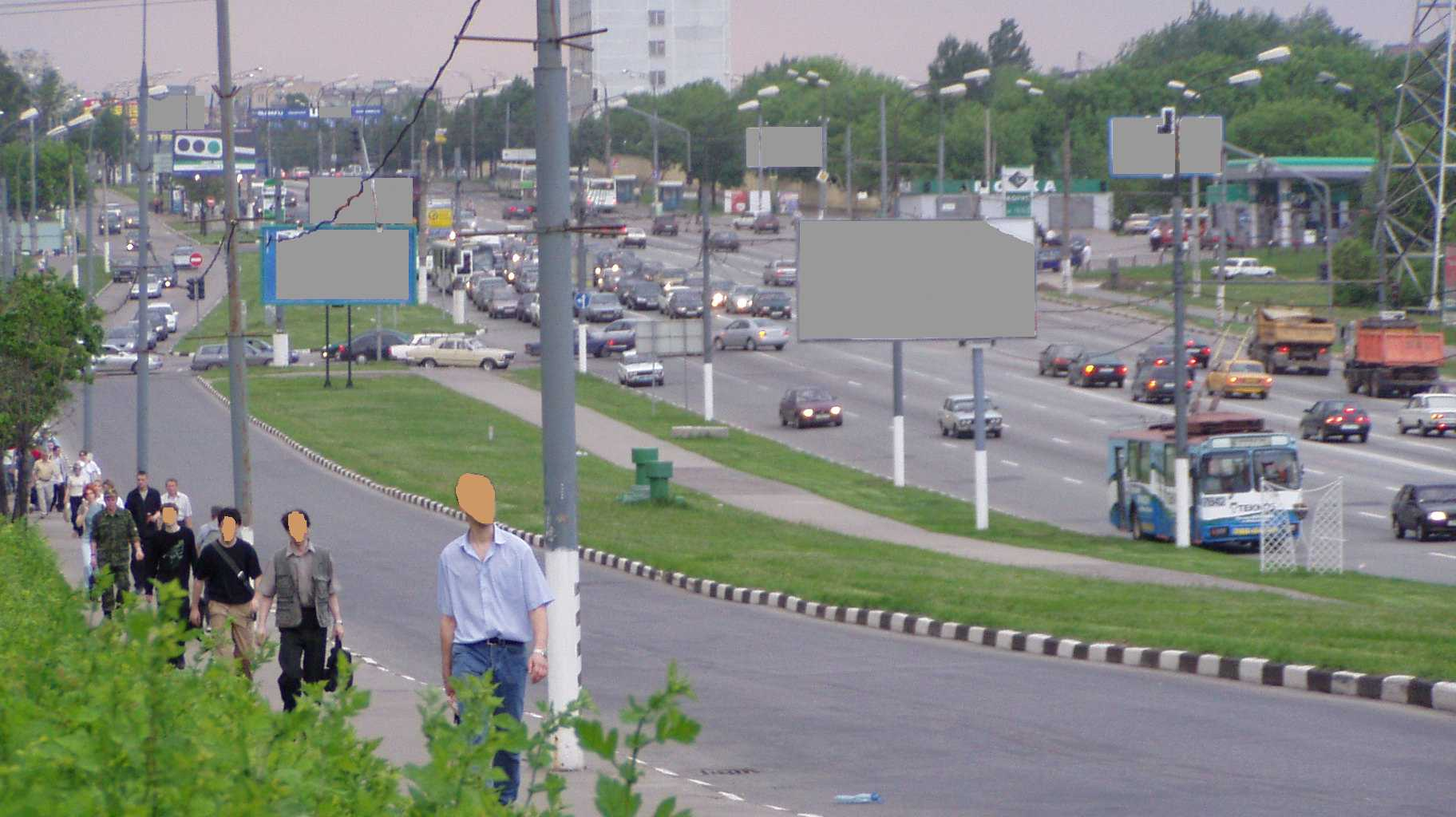
Варшавское шоссе в Москве в день аварии. Слева люди возвращаются домой пешком, справа у обочины стоит обесточенный троллейбус

Лишившись возможности пользоваться метро, люди хлынули на улицы, частично перекрыв проезжую часть в районе крупных станций. Из некоторых окраинных районов, несмотря на дополнительные автобусные маршруты, не было почти никакой возможности добраться до центра вплоть до семи-восьми часов вечера. Аналогичные трудности испытывали жители «спальных районов» и Подмосковья, пытавшиеся вернуться домой с работы.
Таксисты-частники заламывали небывалые цены: за поездку с окраины в центр запрашивали и по 500, и по 1000 рублей.
В 14:20 началось поэтапное включение питающих центров «Мосэнерго». 26 мая в 5:30 утра движение метрополитена было полностью восстановлено.
Проблемы с наземными перевозками были в первую очередь вызваны тем, что каждый восьмой светофор был отключён. На самых сложных участках оказались обесточены троллейбусы и трамваи, осложнившие движение из «спальных районов» юго-востока, юга и юго-запада к центру столицы. При этом, несмотря на многочисленные пробки, удалось не допустить полной остановки движения. Был перекрыт доступ большегрузного транспорта в город в районе большого и малого бетонных колец на территории Московской области.
Возникли проблемы у авиапассажиров, главным образом у тех, кто должен был лететь из аэропорта Домодедово и планировал добираться до аэропорта через терминал на Павелецком вокзале. Движение электропоездов в южных направлениях было остановлено. По некоторым данным, от 500 до 2000 пассажиров опоздали на свои рейсы. В то же время, по сообщениям, все системы основных московских аэропортов функционировали бесперебойно благодаря резервным источникам питания.
На железных дорогах Московского региона наблюдались массовые сбои. Встали Павелецкий, Курский и частично Белорусский вокзалы. На момент аварии на различных участках Московской железной дороги в движении находилось до 40 пассажирских поездов, 700 пригородных электропоездов и 125 грузовых поездов.
Для растаскивания остановившихся электропоездов и скорых был мобилизован весь тепловозный парк Московского узла и близлежащих железных дорог (Горьковской, Северной, Октябрьской). На тепловозную тягу были переведены Горьковское, Павелецкое и Рижское направления Московской железной дороги.
Прекратить каскадное отключение и восстановить энергоснабжение социально значимых объектов и объектов жизнеобеспечения Москвы удалось к 18:00. Энергоснабжение московской транспортной системы было восстановлено к 21:00. Переподключение всех затронутых аварией потребителей было закончено только к 16:00 26 мая.

### Здравоохранение
Чрезвычайная ситуация возникла во многих медицинских учреждениях города, однако жертв удалось избежать. Выяснилось, что лишь немногие объекты здравоохранения располагают резервными источниками электроэнергии. Большую помощь оказали Вооружённые Силы, своевременно предоставив некоторым больницам армейские передвижные дизельные электростанции. Впрочем, многие из этих электростанций не смогли добраться до больниц из-за сложной дорожной обстановки.

### Коммунальные службы
Из-за перебоев с энергоснабжением была остановлена работа Западной водопроводной станции, которая обслуживает четверть населения Москвы. Без воды какое-то время оставались районы на юге и юго-западе Москвы (Коньково, Орехово-Борисово Южное и Северное, Бирюлёво Восточное и Западное, Чертаново Южное и Северное, Нагорный). Питьевую воду развозили по микрорайонам в бочках.
В течение нескольких часов электроэнергия не подавалась на Люберецкую, Курьяновскую и Южно-Бутовскую станции аэрации, обслуживающие канализацию всего города. В Москву-реку сбрасывались неочищенные сточные воды. Была приостановлена работа каждой третьей из канализационных насосных станций города. Гидравлический удар в системе канализации привёл к прорыву сточных вод в районе Волгоградского проспекта и затоплению трассы на протяжении нескольких сот метров.
В московских лифтах оказались запертыми больше тысячи человек.

## Тула и Тульская область
Тульская область была обесточена с 11 до 15 часов 25 мая. Причиной стало падение частоты тока в сетях. В связи с обесточиванием были остановлены насосы всех восьми водозаборов, поэтому прекратилась подача воды в дома. Отключение электроэнергии вызвало большие перебои со связью. Не работала проводная телефонная связь. Не меньшие проблемы возникли на железнодорожном транспорте. Движение по Южной ветке Московской железной дороги было полностью остановлено.
На заводе «Оргсинтез» в Новомосковске из-за отключения электроэнергии произведен контролируемый сброс оксида азота. Облако площадью 900 квадратных метров поднялось на довольно большую высоту, но было сразу же осаждено.

## Реакция
Ответственность за чрезвычайное происшествие и его катастрофические последствия взяло на себя руководство энергетической компании РАО «ЕЭС России». Прокуратура возбудила уголовное дело по статьям «Халатность» и «Злоупотребление полномочиями».
Эти статьи предполагают, в случае тяжких последствий, заключение на срок до десяти лет и запрет занимать государственные должности на срок до трёх лет. К тяжким последствиям относится экономический ущерб, нанесённый пострадавшим из-за отключений, и серьёзный ущерб здоровью людей или их гибель.
26 мая руководитель РАО «ЕЭС России» Анатолий Чубайс в течение нескольких часов допрашивался в прокуратуре как свидетель.
Президент России Владимир Путин сразу же после случившегося заявил:

Можно говорить о недостаточном внимании РАО ЕЭС к текущей деятельности компании. Нужно заниматься не только глобальными проблемами по политике компании и её реформированию, но и уделять внимание текущей деятельности.

Эксперты[кто?] полагали, что авария непременно будет использована как политическое оружие против Анатолия Чубайса, который для российского общества является олицетворением всех негативных последствий экономических реформ, проводившихся в стране в первой половине 1990-х. Хотя Анатолий Чубайс после поражения СПС на парламентских выборах 2003 года ушёл из руководства партии, он, несомненно, оставался одним из крупных теневых лидеров праволиберальной оппозиции в России.
Уже 27 мая по предложению фракции «Родина» Госдума обсудила вопрос об отставке Чубайса. Предложение было отклонено. При этом «Яблоко» заявила, что причинами аварии стали::

...использование системы РАО ЕЭС для достижения целей, не связанных с задачами энергообеспечения, в том числе политических, некомпетентность и непрофессионализм, крупные просчёты при проведении реформы электроэнергетики, "корыстная тарифная политика, проводимая государством под диктовку энергетических монополий, самоуверенность и халатность.

4 июня после неудовлетворительной оценки деятельности руководства «Мосэнерго» Президентом России подали в отставку генеральный директор компании Аркадий Евстафьев и его заместитель по экономике Владислав Назин. Временно исполняющим обязанности руководителя «Мосэнерго» и ряда дочерних компаний, которыми руководил Евстафьев, был назначен начальник Новгородской энергетической компании Владимир Чистяков.
Член правления РАО «ЕЭС России» Леонид Гозман заверил, что энергохолдинг будет предпринимать действия по повышению надёжности российской энергосистемы:

Смена конкретных менеджеров — лишь очень малая часть действий, которые будут предприняты и РАО «ЕЭС России», и дочерними компаниями. В результате этих действий надёжность энергосистемы РФ будет повышена... Только к кадровым вопросам эти действия не сводятся.

9 июня на заседании рабочей группы Госдумы по расследованию ЧП депутаты пришли к предварительному выводу, что авария на подстанции «Чагино» не была причиной масштабного отключения электричества. Как сообщил журналистам глава рабочей группы вице-спикер палаты Владимир Пехтин, основной причиной стало отключение линий электропередачи подстанции «Очаково», которое произошло из-за падения дерева на опору ЛЭП и дальнейших неправомерных действий оперативно-диспетчерского персонала (диспетчеры вовремя не отреагировали на возникновение дисбаланса в энергосистеме).
В 2003 году, когда из-за аналогичной аварии в США и Канаде без света осталось около 50 млн человек, Анатолий Чубайс заверял общественность, что в России «ничего подобного не случалось и случиться не должно».

## Оценка ущерба
Первоначальная оценка ущерба составила 180 млн $ (по мнению и. о. руководителя Ростехнадзора Андрея Малышева).
На предприятиях Москвы, Подмосковья и близлежащих областей произошёл сброс очистных вод.
По данным на 1 июня 2005 года, Москва оценивала потери в 1,708 млрд рублей, а Московская область — в 503,94 млн рублей. Тульская область определила сумму убытков в 436 млн 800 тыс. рублей.
В частности, убытки ОАО «РЖД» составили порядка 650 млн рублей. Ступинский металлургический комбинат оценил ущерб в 1 млн долларов.
Для окончательного подсчёта ущерба все пострадавшие в результате аварии на электросетях должны документально подтвердить размер понесённых убытков. Между тем многие объекты городского хозяйства, здравоохранения и транспортной сферы ликвидировали последствия аварии в авральном режиме, поэтому потери зачастую невозможно подтвердить документально.

## Официальные комиссии и расследования

### Комиссия РАО ЕЭС
Комиссия РАО ЕЭС, созданная для расследования причин аварии, планировала представить результаты к 24 июня.

### Рабочая группа Госдумы
Как сообщил журналистам глава рабочей группы Госдумы по расследованию энергокризиса вице-спикер палаты Владимир Пехтин, основной причиной энергоаварии в Москве стало отключение линий электропередачи, идущих от подстанции «Очаково»:

Рабочая группа Госдумы убедилась в том, что авария на подстанции «Чагино» не имеет отношения к развитию энергокризиса в Московском регионе, а основной причиной всех последующих отключений явилось отключение шести линий подстанции в Очаково.

6 июня комиссия опубликовала свои выводы. Основной причиной электроэнергетического кризиса в Москве и ряде регионов России 25 мая стали неправомерные действия оперативно-диспетчерского персонала. По сообщению председателя комиссии Владимира Пехтина, на основе результатов работы комиссии были подготовлены соответствующие рекомендации правительству РФ, РАО «ЕЭС России», а также Федеральному собранию РФ. Величина ущерба, по словам В. Пехтина, осталась прежней — 1,7 млрд руб.; при этом он отметил, что есть и непрогнозируемый ущерб — экологический.

### Следственная группа прокуратуры
Прокуратурой города Москвы завершено проведение взрыво-технической экспертизы на подстанции «Чагино». По выводам экспертов, на объектах, находившихся на месте аварии, в том числе и трансформаторах тока на подстанции № 510 «Чагино» каких-либо следов взрыва боеприпаса, взрывного устройства, заряда взрывчатого вещества, а также продуктов взрыва или пиротехнических средств, применяемых в военном деле, промышленности, не обнаружено.
На 16 июня 2005 года, работниками прокуратуры допрошены 127 свидетелей, которые сообщили информацию по техническому состоянию и обслуживанию подстанции «Чагино». Также были опрошены должностные лица ОАО «Мосэнерго», ОАО «Московская областная электросетевая компания» и их филиалов, а также персонал 510 подстанций и вышестоящей организации «Магистральные электросети».

## Факты
Реконструкция и техническое переоснащение подстанции 500 кВ Чагино начались в рамках программы «Московское кольцо» ФСК ЕЭС в конце 2006 года. Завершена реконструкция была в 2009 году. В данный момент[когда?] подстанция работает в полном объёме. Одновременно в Москве реконструировались подстанции Западная (Митино), Очаково, Бескудниково.